# Jeune Chambre économique française
Pour les articles homonymes, voir JCI.
Depuis près de 70 ans, la Jeune Chambre Economique Française (JCEF) est une association qui réunit près de 1500 jeunes, âgés de 18 à 40 ans, qui portent des projets d’intérêt général sur le territoire français.
Fondée en 1952, elle a un statut d'association loi de 1901, et est reconnue d'utilité publique par décret du 10 juin 1976. Elle fait partie d'une fédération mondiale dénommée Junior Chamber International (en).

## Historique

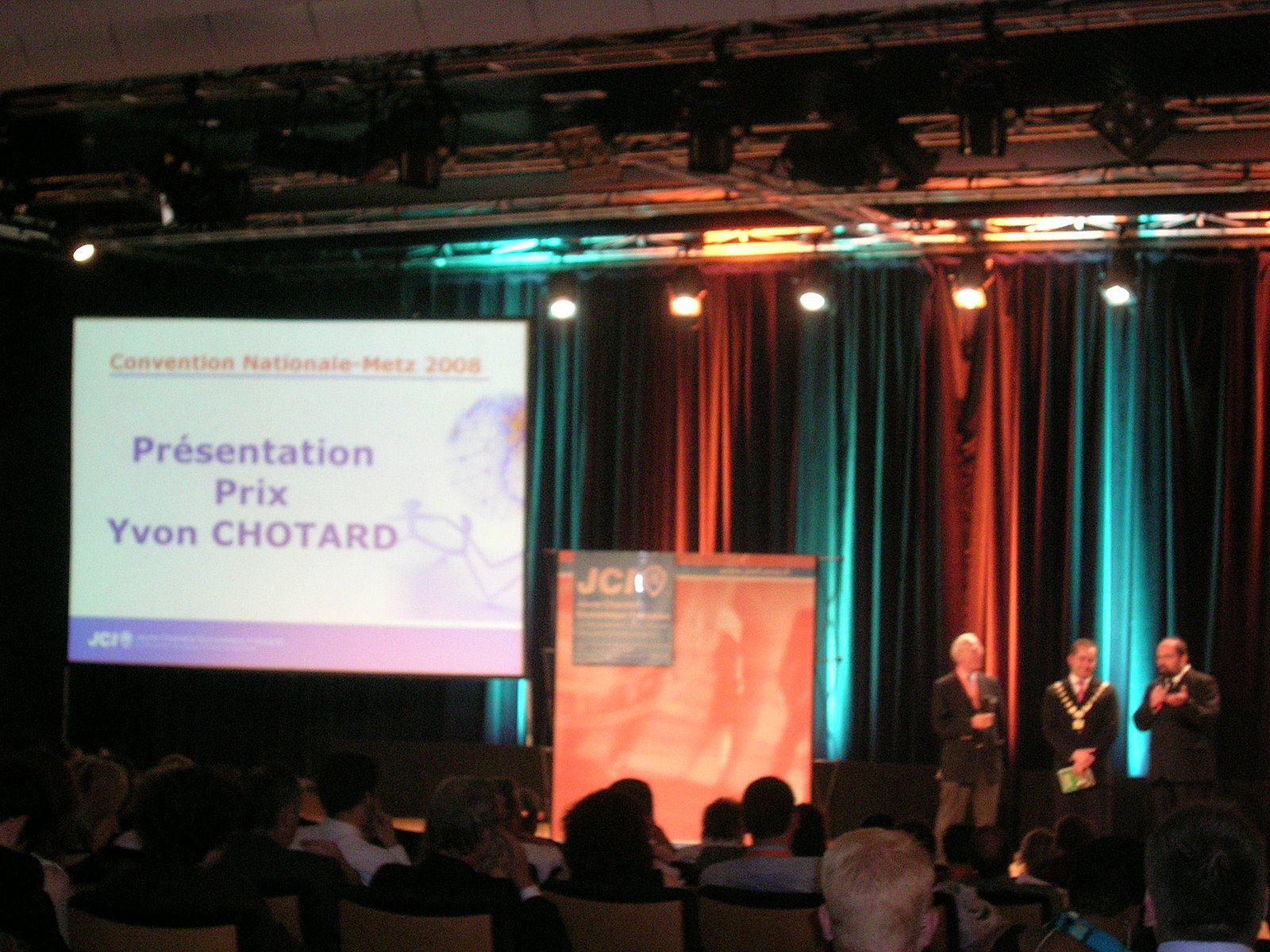
Prix Yvon Chotard Convention Nationale de la JCEF à Metz 2008

Fondée à Paris en 1952 par Yvon Chotard, qui en fut président de 1952 à 1956, la Jeune Chambre économique française s'affile au mouvement international Junior Chamber International (JCI) (en). Edgar Faure, alors président du conseil des ministres, a été présent lors du deuxième congrès de cette organisation.
La JCEF est déclarée Association reconnue d'utilité publique en 1976.
La Jeune Chambre Économique est implantée dans 110 villes françaises en 2024.

## Missions et actions
La JCEF se présente comme l'incubateur de leaders citoyens. Pour cela, comme d'autres organisations telles le Rotary Club ou le Lions Clubs mais en recrutant des adhérents plus jeunes (moins de quarante ans), elle cherche à former des personnes (professions libérales, industriels, cadres, ingénieurs) à s'engager dans la mise en place de projets locaux. Ces projets peuvent s'inscrire dans le domaine économique, mais aussi social, environnemental, culturel, etc..
Parmi les projets ayant abouti en France et dans lesquels la JCEF a été impliquée par certains de ses clubs se trouvent : la Charte du recruteur citoyen et responsable, le développement de la thermographie aérienne pour lutter contre les déperditions énergétiques par le bâti, les numéros des services d'urgence, la Journée universelle des droits de l'enfant, la réalisation de cartes de restaurant sonores pour aveugles et malvoyants, ou le service national universel. En 2021, une des priorités retenues par les JCE locales en France porte sur le soutien des étudiants affectés par la crise liée à la Covid-19.

## Membres et anciens membres notoires
Au sein de la fédération internationale comme des chambres nationales, et dans toutes les langues, les membres d'une Jeune chambre économique sont dénommés « Jaycee ».
Au delà de l'âge de 40 ans, les anciens « jaycees » peuvent rejoindre l'association des sénateurs JCI qui leur permet de rester en contact avec la génération suivante et poursuivre leur militantisme. De nombreuses personnalités sont issues de la Jeune Chambre économique française (par exemple : Jacques Chirac, Yvon Chotard, Renaud Muselier, Olivier Stirn, Michel Charasse, Michel-Edouard Leclerc, Albert II (prince de Monaco), Olivier Giscard d'Estaing, Anne Sander,), de la Jeune chambre initiale des États-Unis (United States Junior Chamber (en)) ou d'une chambre affiliée à la Junior Chamber International. Parmi ces dernières citons : Kofi Annan, Javier Perez de Cuellar, Frederik Willem de Klerk, Henri Konan Bédié, Yasuhiro Nakasone, Ronald Reagan, Gerald Ford, John Fitzgerald Kennedy, Richard Nixon, Al Gore, Bill Clinton, Bill Gates, Charles Lindbergh, Tom Monaghan, Richard Gordon..